# Ренде
Ренде (итал. Rende) — город и коммуна (муниципалитет) в провинции Козенца региона Калабрия на юге Италии. На территории коммуны расположен Университет Калабрии.
Население составляет 35761 человек (на 2020 г.), плотность населения составляет 639 чел./км². Занимает площадь 54 км². Почтовый индекс — 87036. Телефонный код — 0984.
Покровителем населённого пункта считается Непорочное зачатие Девы Марии. Праздник ежегодно празднуется 20 февраля.

## Географическое положение
Ренде простирается от левого берега реки Крати до гор Серр-Козентин на западе. Благодаря большим равнинным площадям он покрыт современным городом.
Коммуна (муниципалитет) состоит из деревень (frazioni) из Аркаваката , Commenda, Quattromiglia , Roges, Санто — Стефано, Saporito и Сурды.
Соседние коммуны:
- Южные границы: Козенца, Кастролиберо, Марано-Маркезато и Марано-Принчипато .
- Северные границы: Монтальто-Уффуго и Сан-Винченцо-Ла-Коста.
- Западные границы: Сан-Фили.
- Восточные границы: Кастильоне-Козентино, Розе, Сан-Пьетро-ин-Гуарано и Цумпано.

Наиболее важные реки, пересекающие Ренде, — это Крати, Кампаньяно, Сурдо и Эмоли.

## Достопримечательности
- Нормандский замок, построенный в 1095 году Боэмондом I Антиохийским
- Церковь Санта-Мария-Маджоре, построенная примерно в 12 веке, но несколько раз перестраиваемая, последний раз в конце 18 века.
- Святилище Марии Сантиссима ди Костантинополи

## Экономика
Экономика Ренде в основном связана с Университетом Калабрии. По сравнению с остальной частью южной Италии, Ренде имеет довольно сильную экономику. В последнее время крупные компании открыли офисы в Ренде. Среди них японская компания NTT Data, занимающаяся инновациями в области цифровых технологий и данных и JRS Silvateam Food Ingredients.